# Pfarrhaus (Bertoldshofen)

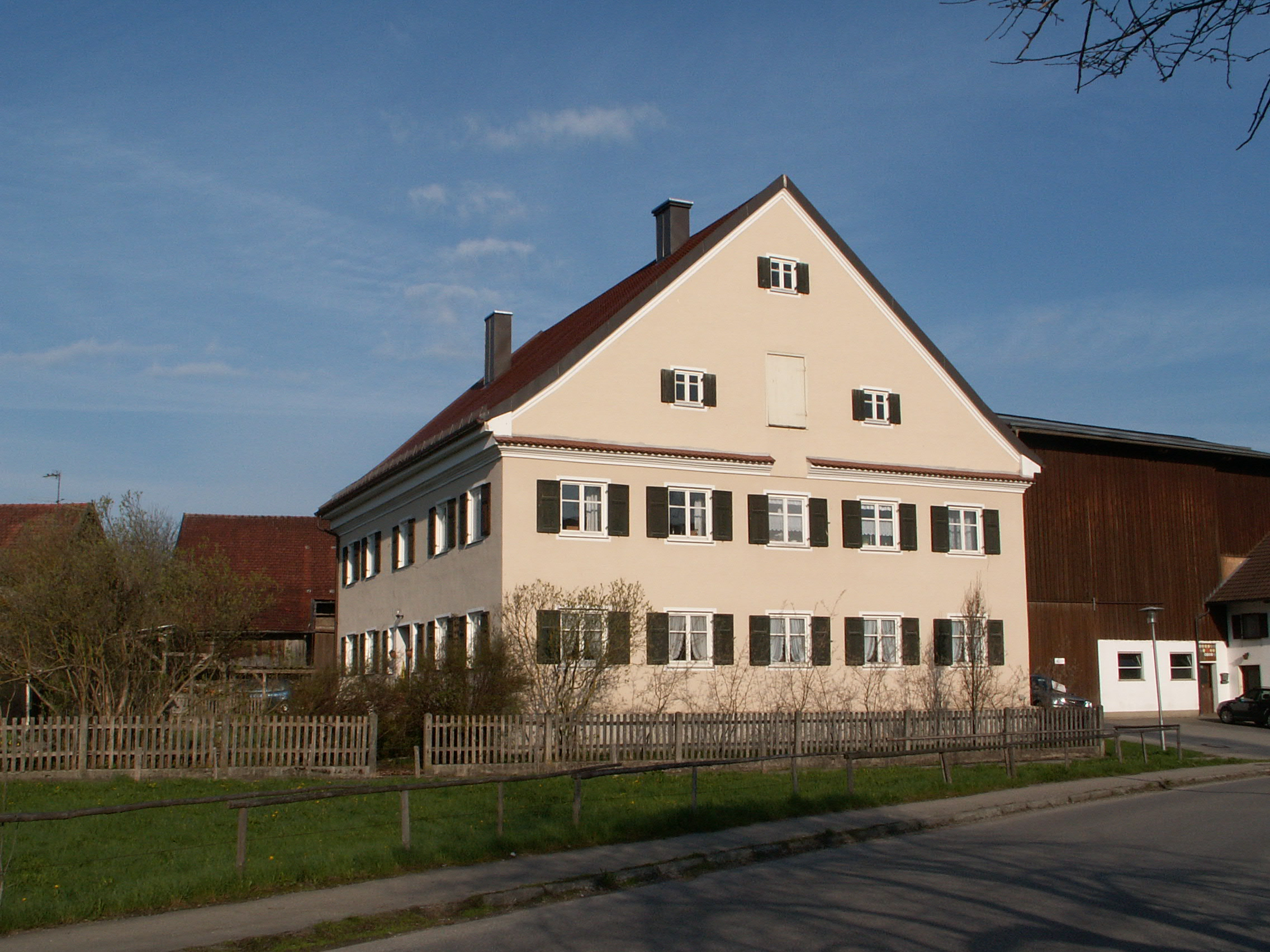
Ehemaliges Pfarrhaus in Bertoldshofen

Das Pfarrhaus in Bertoldshofen, einem Stadtteil von Marktoberdorf im Landkreis Ostallgäu im bayerischen Regierungsbezirk Schwaben, wurde 1766/67 errichtet. Das ehemalige Pfarrhaus an der Kreisstraße 1, nördlich der katholischen Pfarrkirche St. Michael, ist ein geschütztes Baudenkmal.
Der zweigeschossige Satteldachbau mit kräftigem Gesims besitzt fünf zu fünf Fensterachsen.
Der Pfarrstadel, ein verschalter Ständerbau mit Satteldach, Riegelwänden, Bändern und Andreaskreuzen, wurde um 1765/70 errichtet.